# Intron

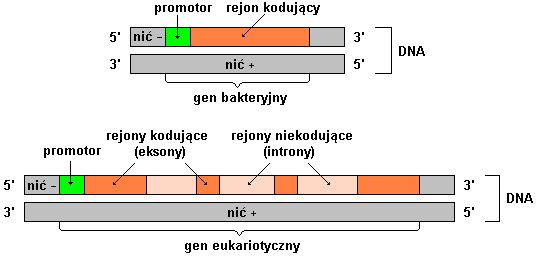
Porównanie genu komórki eukariotycznej i prokariotycznej

Intron, sekwencja niekodująca – część sekwencji genu, która nie koduje sekwencji aminokwasów polipeptydu, a jedynie rozdziela kodujące eksony. Introny występują w większości eukariontów. Po przepisaniu sekwencji genu z DNA na RNA introny są wycinane przy udziale snRNA w procesie splicingu i powstaje dojrzały matrycowy RNA (mRNA), który jest wykorzystywany przez rybosomy jako matrycę do syntezy peptydów i białek.
Nie jest to jednak „śmieć genetyczny” – jak wskazują najnowsze badania, introny mogą kodować swoisty RNA regulujący syntezę białek. Niektóre introny mają też właściwości rybozymów, dzięki czemu same się wycinają. Sekwencja intronów dostarcza sygnał dla białek SR, regulując splicing alternatywny.
Introny można podzielić na cztery klasy: introny jądrowe, które są wycinane przy udziale spliceosomu, oraz samowycinające się introny grupy I, II i III.
Za odkrycie intronów (między innymi) w 1993 roku Phillip A. Sharp i Richard J. Roberts otrzymali nagrodę Nobla w dziedzinie fizjologii i medycyny.